# 管藻目
管藻目（学名：Siphonales）為藻類植物之一植物目。該植物於植物分類表上，歸於綠藻門（Chlorophyta）綠藻綱（Chlorophyceae），同綱者尚有色球藻目（Chlorococcales） 等等植物目。
现为羽藻目（Bryopsidales）的异名。